# باركر ماكدونالد
باركر ماكدونالد هو لاعب هوكي الجليد كندي، ولد في 14 يونيو 1933 في سيدني ‏ في كندا، وتوفي في 17 أغسطس 2017 في مقاطعة نيو هيفن في الولايات المتحدة.

## وصلات خارجية
- باركر ماكدونالد على موقع دوري الهوكي الوطني (الإنجليزية)
- باركر ماكدونالد على موقع قاعة مشاهير الهوكي (لاعب أن.إتش.أل) (الإنجليزية)
- باركر ماكدونالد على موقع EliteProspects.com (الإنجليزية)
- باركر ماكدونالد على موقع HockeyDB.com (الإنجليزية)
- باركر ماكدونالد على موقع Hockey-Reference.com (الإنجليزية)